# Квешети
Квешети (груз. ქვეშეთი) — село в Душетском муниципалетете Грузии. У села проходит Военно-Грузинская дорога.

## История
До сооружения Земо-Млетского спуска у села оканчивался очень крутой участок Военно-Грузинской дороги. Считается, что в этих местах бывал М. Ю. Лермонтов, описавший их в своей повести «Бэла».

## Достопримечательности
Известно, как горнолыжный курорт